# Miastenija gravis
Miastenija gravis autoimuna je bolest koja se očituje zamaranjem i slabošću skeletnih mišića. Uzrok joj je poremećaj prijenosa podražaja sa živca na mišić u području neuromišićne spojnice.
Neuromišićne bolesti čini velika skupina oboljenja živaca i mišića. Miastenija gravis je bolest kod koje nema promjena na živcima i mišićima, ali postoji poremećaj u prijenosu podražaja sa živca na mišić, što uzrokuje pojavu mišićne slabosti. Ona je ujedno jedno od najprepoznatljivijih i najkarakterističnijih neuroloških oboljenja.
Naziv joj potječe od latinske riječi „myasthenia“, kojom se označava slabost mišića, i riječi „gravis“, što znači ozbiljna, teška. Prvi opis bolesnika s miastenijom u svom je izvješću dao 1672. godine Thomas Willis (1621. – 1675.), engleski liječnik poznat po svojim studijama živčanog sustava.

## Etiologija
Tijekom sljedećih godina bilo je više opisa bolesnika sa slabosti mišića, no i dalje se nije znalo što uzrokuje bolest, sve dok škotski neurolog John Simpson nije 1960. godine pretpostavio da bolest uzrokuju antitijela na acetilkolinske receptore. Jon Lindstrom, američki profesor neuroznanosti i farmakologije, dokazao je 1973. godine, temeljem provedenih eksperimenata na životinjama, da je miastenija autoimuna bolest, odnosno da je posljedica stvaranja antitijela na acetilkolinske receptore vlastitog organizma (autoantitijela). Mary Walker (1888. – 1974.), londonska liječnica, bila je prva koja je 1934. godine primijenila inhibitore acetilkolinesteraze (lijekove koje i danas koristimo) u liječenju oboljelih od miastenije gravis.
Miastenija gravis je stečena bolest, premda postoje i rjeđi nasljedni oblici bolesti. Sama bolest je rijetka, ako ju usporedimo s nekim drugim neurološkim oboljenjima, kao što su npr. cerebrovaskualrne bolesti, epilepsije, migrena. No, pretpostavlja se da simptomi vrlo često ostaju neprepoznati. Podaci iz različitih studija pokazuju da npr. u SAD-u ima od 36 000 do 60 000 oboljelih (godišnje novih slučajeva 14-20 na 100 000 stanovnika), u Australiji 12 oboljelih na 100 000 stanovnika (3 nova slučaja na 100 000 stanovnika).
U Europi je u posljednjih 20-ak godina provedeno 13 epidemioloških studija koje su pokazale da se broj oboljelih kreće od 7 bolesnika na 100 000 stanovnika u Grčkoj do 15 bolesnika na 100 000 stanovnika u Velikoj Britaniji. Miastenija se javlja u oba spola, ali češće u žena, i to u dobi od 20. do 40. godine života, dakle u reproduktivnoj dobi i u dobi pune radne aktivnosti. Kod muškaraca se češće javlja iza 50. godine života. Ranijih godina miastenija se 2-3 puta češće javljala kod žena, no sa starenjem populacije omjer između žena i muškaraca izjednačio se. Premda rijetka, miastenija nije manje značajna neurološka bolest jer je liječenje te bolesti vrlo učinkovito i bolesnici, pridržavajući se savjeta liječnika, mogu normalno obavljati svakodnevne aktivnosti.
Kako joj sam naziv govori, neuromišićna spojnica je spoj između živca i mišića. Svako živčano vlakno na svom kraju ima proširenje u kojem se nalaze mjehurići, a u mjehurićima je neurotransmiter (vrsta bjelančevine) koji se naziva acetilkolin. Kada je živčano vlakno podraženo, acetilkolin se oslobađa iz mjehurića i kroz kanaliće (procjepe na proširenju živca) ulazi u prostor između živca i mišića i dolazi do površine mišićnog vlakna, na kojoj se nalaze receptori za acetilkolin. Spaja se s receptorima i kada se svi receptori popune, mišićno vlakno se kontrahira.
Kontrakcijom niza mišićnih vlakana nastaje kontrakcija cijelog mišića i određeni pokret. Nakon toga acetilkolin napušta receptore, acetilkolinesteraza (enzim) ga razgrađuje i on se ponovno vraća u živčano vlakno, a kontrakcija mišića popušta. Kod zdrave osobe taj se proces stalno ponavlja dok se izvršava određeni pokret. Kod osobe oboljele od miastenije dolazi do stvaranja antitijela koja su odgovorna za pojavu bolesti jer sprječavaju vezivanje acetilkolina za receptore, broj receptora se smanjuje (kod nekih oblika miastenije ima čak do 50 % manje receptora). Zbog toga prvi podražaji koji putuju živcem oslobađaju acetilkolin, koji popuni sve postojeće receptore pa se acetilkolin koji se i dalje oslobađa nema za što vezati, mišićna vlakna se ne mogu kontrahirati i snaga mišića slabi.
Timus je mekani organ koji se nalazi iza grudne kosti. Vidimo ga kod djece, a nakon puberteta se smanjuje i zamjenjuje ga masno tkivo. Smatra se da su pojedini dijelovi tkiva timusa odgovorni za pokretanje imunoloških procesa koji uzrokuju nastanak antitijela. Kod 10 % bolesnika s miastenijom nalazimo tumor timusa (timom), a kod 70 % uvećan timus (hiperplazija timusa). Kod ostalih tkivo timusa se smanjilo (atrofiralo). Timomi su dobroćudni tumori, dobro ograničeni od okolnog tkiva, i većinom ih nalazimo kod mlađih osoba, ispod 50 godina. Uvećan timus isto tako većinom nalazimo kod mlađih osoba, dok kod osoba iznad 60 godina nalazimo atrofiju timusa. Timom je povezan s težim oblikom bolesti i većom razinom antitijela u krvi.

## Znakovi i simptomi
Treba znati da se klinička slika i simptomi miastenije gravis kod istog bolesnika tijekom života mogu mijenjati. Simptomi se mijenjaju i tijekom dana: kada se probudi, bolesnik nema smetnji, tijekom dana simptomi se javljaju, s odmorom prolaze i ponovno se jave. U prvim godinama simptomi mogu spontano nestati pa ih bolesnik često zanemari. Mogu se javiti vrlo blagi izolirani simptomi, u obliku spuštanja kapaka, povremenih dvoslika, smetnji govora ili žvakanja. Bolesnik može zamijetiti da se teško penje uza stepenice, ili da osjeća težinu u rukama dok se brije.
No, bolesnik može imati istovremeno niz simptoma: npr. dvoslike, smetnje govora i slabost nogu. Tijekom života kod istog bolesnika mogu se javiti, u različim periodima, posve različiti simptomi mišićne slabosti: oni bolesnici koji su u početku imali smetnje gutanja i žvakanja, nakon određenog vremena mogu imati smetnje u rukama ili nogama, ili smetnje disanja, koje se, srećom, najrjeđe javljaju. Najčešće smetnje su dvoslike i spušten očni kapak, koji je često kod starijih ljudi teško razgraničiti od spuštanja kapaka zbog atrofije mišića oko očiju kao posljedice starenja.
Miastenija gravis može se pogoršati uzimanjem određenih lijekova (npr. sedativa, antiepileptika, antihistaminika, beta blokatora, timalena), kod traume, povišene tjelesne temperature. Ne preporučuje se uzimanje preparata koji sadrže magnezij, a potreban je oprez s lijekovima za izmokravanje (diuretici) jer se gubi kalij koji se mora nadoknađivati. Kod nekih bolesnika može se razviti miastenička kriza: dolazi do otežanog disanja, gutanja i opće tjelesne slabosti. Tada je potrebna hitna intervencija i vrlo često je bolesnik kroz određeno vrijeme ovisan o mehaničkoj ventilaciji.

## Dijagnoza
Kod bolesnika s miastenijom gravis od izuzetnog su značenja podatci koje bolesnik iznosi liječniku. Kada se slabost pojedinih mišića ne vidi u jutarnjim satima (npr. nakon buđenja), kada se slabost pojačava tijekom dana ili tijekom ponavljanja određenog pokreta i prolazi s odmaranjem, to uvijek mora pobuditi sumnju da se radi o miasteniji. Pregledom bolesnika može se ustanoviti koji su mišići slabi, a kliničkim testovima izazivati zamaranje i prolazna slabost pojedinih mišića (npr. opetovano zatvaranje oka, podizanje glave protiv otpora, opetovano dizanje iz čučnja). U daljnjem postupku potrebno je uraditi test aplikacijom edrofonium klorida intravenski ili neostigmina intramuskularno.
Kod njihove primjene potrebno je da bolesnik ima neke od znakova slabosti mišića jer je test pozitivan kada za vrijeme primjene edrofonium klorida ili pola sata nakon primjene neostigmina dođe do povlačenja mišićne slabosti. To se najbolje vidi i najlakše procijeni kada bolesnik ima spušten kapak ili dvoslike jer ne podliježe subjektivnoj procjeni niti liječnika niti bolesnika, a puno je teže kada bolesnik ima npr. simptome zamaranja mišića ruku i nogu.
Analiza antitijela pokazuje pozitivna antitijela na acetilkolinske receptore (anti-AChR) ili pozitivna antitijela na mišićnu specifičnu kinazu (anti-MuSK). Većina bolesnika ima pozitivna anti-AChR antitijela (75 %). Postoji manji broj bolesnika koji imaju simptome miastenije, ali imaju negativna i jedna i druga antitijela (seronegativni bolesnici).
Elektromiografija je neurološka pretraga kojom dokazujemo postojanje i stupanj oštećenja živaca i/ili mišića. Kod bolesnika s miastenijom perkutano se stimuliraju pojedini živci i registrira se amplituda mišićnog odgovora. Kod bolesnika s blažim oblicima bolesti nalaz može biti negativan. Računalnu tomografiju medijastinuma potrebno je učiniti kako bi se vidjelo da li postoji uvećanje tkiva timusa ili timom, radi planiranja daljnjeg liječenja operativnim putem.

## Liječenje
Liječenju bolesnika s miastenijom gravis potrebno je pristupiti individualno. Cilj liječenja je potpuni nestanak simptoma. Kod blažih oblika bolesti to je moguće postići. Kod težih oblika bolesti oporavak je postupan, potrebne su veće doze i više vrsta lijekova, a u početku liječenja česta su pogoršanja. Obično se zadovoljavajući učinak lijekova i stabilno stanje bolesnika postižu nekoliko godina nakon početka liječenja. U liječenju se koriste lijekovi koji blokiraju razgradnju acetilkolina blokirajući enzim koji ga razgrađuje (inhibitori acetilkolinesteraze), ali se koriste i lijekovi i postupci kojima se stabiliziraju imunološke reakcije (kortikosteroidi, imunoglobulini, plazmafereza), a u težim slučajevima citostatici te operacija timusa (timektomija) kada je ona indicirana.
Koji će način liječenja neurolog primijeniti ovisi o simptomima, prisutnim antitijelima, nalazu CT medijastinuma. Neki slučajevi miastenije bolje reagiraju nakon primjene inhibitora acetilkolinesteraze, drugi na primjenu kortikosteroida, treći na kombiniranu terapiju. Imunoglobulini i citostatici primjenjuju se u slučajevima kada zakaže „standardna“ terapija i kada se u liječenju koriste visoke doze kortikosteroida, zbog njihova štetna djelovanja.
Kortikosteroidi mogu izazvati osteoporozu, očnu mrenu, šećernu bolest, povećanje masnoća, gastritis, kada se uzimaju duže vrijeme u visokim dozama. Plazmafereza se provodi u slučajevima kada dolazi do naglog i teškog pogoršanja, kada prijete smetnje disanja zbog slabosti međurebranih mišića i ošita. Timektomija se indicira nakon što se bolesniku stanje u potpunosti ili u čim većoj mjeri popravi i stabilizira. Najbolji učinak timektomije vidljiv je nakon nekoliko godina jer su tada u većini slučajeva recidivi bolesti rjeđi, simptomi su blaži i potrebne su manje doze lijekova.
Bolesnici se upoznaju s načinom uzimanja lijekova tijekom dana i toga se moraju pridržavati, sami ne bi smjeli sniziti ni povisiti dozu lijeka. Inhibitori acetilkolinesteraze uzimaju se u točno određenim terminima tijekom dana, obično svakih 4 do 6 sati, a kortikosteroidi jednokratno ujutro, svaki ili svaki drugi dan. Djelovanje inhibitora acetilkolinesteraze nastaje tijekom nekoliko dana, dok zadovoljavajući učinak kortikosteroida nastaje nakon nekoliko mjeseci. Kada se lijekovima postigne zadovoljavajući oporavak, doza se postupno smanjuje (što ponekad znači i kroz više mjeseci) do doze kod koje je stanje bolesnika stabilno (idealna bi bila najmanja moguća doza kod koje bolesnik nema znakova slabosti i zamaranja mišića).
Naglo povećanje ili smanjenje doze kortikosteroida može uzrokovati pogoršanje mišićne slabosti, a visoke doze inhibitora acetilkoliesteraze uzrokuju neželjene nuspojave, od kojih su najčešći grčevi u potkoljenicama, „titranje“ mišića trupa, ekstremiteta i oko očiju, grčevi u trbuhu i proljev, pojačano znojenje i suzenje. Kod predoziranja može nastupiti kolinergijska kriza koja ima simptome koji nalikuju miasteničkoj krizi. Danas se uglavnom u terapiji primjenjuje piridostigmin bromid (Mestinon), zbog manjih nuspojava i dužeg djelovanja, i vrlo rijetko neostigmin bromid (Prostigmin).
Bolesnici sa simptomima slabosti mišića ekstremiteta i trupa moraju imati periode odmaranja tijekom dana, ne smiju pretjerano i nepotrebno zamarati mišiće, agresivna tjelovježba neće im pojačati snagu mišića. Isto tako, moraju izbjegavati uzimanje gaziranih sokova, preparata koji sadrže magnezij, sedative, antihistaminike, beta blokatore. Preporuča se dijeta bogata bjelančevinama, vitamin E. Kod uzimanja kortikosteroida potrebno je ograničenje ugljikohidrata u prehrani, uzimanje hrane bogate kalijem (banane, rajčica).
Miastenija je bolest koju obilježava slabost i zamaranje mišića, čiji se simptomi tijekom bolesnikova života mijenjaju, zbog čega su potrebne redovite kontrole neurologa, osobito u početcima bolesti, kada stanje bolesnika još uvijek nije stabilno, te da se lijekovima koji su danas na raspolaganju uspješno liječi.